# عبد الوهاب بن إبراهيم أبو سليمان
عبد الوهّاب بن إبراهيم أبو سليمان (1356- 1444 هـ / 1935- 2023 م) فقيه ومؤرِّخ وأديب سعودي، عضو هيئة كبار العلماء في السعودية، وعميد كلية الشريعة بجامعة أم القرى سابقًا. حصل على جائزة الملك فيصل العالمية في الدراسات الإسلامية عام 1435هـ/ 2014م. وهو متزوج الابنة الكبرى للعالم الشيخ خطاط مصحف مكة محمد طاهر الكردي.

## ولادته وتحصيله
ولد عبد الوهّاب بن إبراهيم أبو سليمان في مكة المكرمة سنة 1356 هـ / 1935م. تلقى تعليمه الابتدائي بدار الأيتام بمكة المكرمة، وتخرج فيها عام 1369هـ، ثم التحق بالمعهد العلمي السعودي وتخرج فيه عام 1373هـ. واصل تعليمه الجامعي بكلية الشريعة بمكة المكرمة، وتخرج فيها عام 1377هـ. وتتلمذ على يد علماء الحرم المكي الشريف، ولازم العلامة المحدث الفقيه القاضي، المدرس بالمسجد الحرام الشيخ العلامة حسن بن محمد المشاط ملازمة امتدت سبع سنوات، درس عليه في منزله، وبالحرم المكي أثناءها العلوم الشرعية: الفقه، وأصوله، والحديث، وعلومه، ودرس عليه أيضًا علوم اللغة العربية: النحو، والبلاغة والمنطق، مختصراتها ومطولاتها خلال مراحل الدراسة الثانوية والجامعية.
حصل على دبلوم التربية للمعلمين من الجامعة الأمريكية ببيروت في صيف عام 1382هـ. وابتُعث إلى جامعة لندن لمتابعة الدراسات العليا بقسم القانون المقارن عام 1385هـ. فحصل على درجة الدكتوراه مع توصية بطبع الرسالة في شوال من عام 1390هـ. وعلى دبلوم في القانون الإنجليزي والدراسات الحقوقية أثناء تحضيره للدكتوراه من كلية مدينة لندن (City of London College).

## وظائفه وأعماله
بدأ حياته العملية في صفر عام 1378هـ مدرسًا لمادتي: الفقه والتفسير بمدرسة الزاهر المتوسطة، وقد أعد في هذه الفترة تفسيرًا للأجزاء المقررة من تفسير القرآن. ثم انتُدب لتدريس اللغة العربية وطرق تدريس العلوم الشرعية بالدورة الصيفية للمعلمين التي كانت تنظمها وزارة المعارف بالطائف.
صدر أمر وزير المعارف بنقله مدرسًا إلى المدرسة العزيزية الثانوية بمكة، فدرس فيها العلوم العربية والدينية، وأخرج أثناء هذه الفترة ملخصًا مدرسيًا لكتاب عبقرية الصديق لعباس محمود العقاد. ثم أمر وزير المعارف بتعيينه معيدًا بكلية الشريعة لمادتي: أصول الفقه والفقه المقارن في عام 1384هـ.

## مناصبه
- عين عميدًا لكلية الشريعة والدراسات الإسلامية بجامعة الملك عبد العزيز بموجب قرار مجلس الجامعة بتاريخ 12/8/1391هـ. حتى 12/8/1393هـ.
- منح الميدالية التقديرية للجامعة من الدرجة الأولى في 12/8/1393هـ تقديرًا للأعمال الميدانية التي أداها خلال عمادته بكلية الشريعة.
- عضو لجنة الترقيات العلمية منذ تشكيلها بجامعة أم القرى حتى عام 1414هـ.
- عضو لجنة معادلة الشهادات الجامعية بوزارة التعليم العالي بتاريخ 4/4/1397هـ حتى عام 1404هـ، زار خلال هذه الفترة عددًا كبيرًا من الجامعات الأوروبية والأمريكية.
- اختير من قبل وزارة المالية والاقتصاد الوطني لرئاسة لجنة الاستئناف الجمركية للمنطقة الغربية بوزارة المالية والاقتصادية الوطني للفترة من عام 1391هـ حتى عام 1396هـ.
- عين رئيسًا للجنة تقويم المخطوطات بالجامعة عام 1391هـ حتى عام 1395هـ.
- عضو المجلس العلمي بجامعة أمر القرى منذ عام 1405هـ حتى عام 1414هـ.
- عضو مركز التراث الإسلامي بجامعة أم القرى سابقًا.
- عضو مجلس عمادة شئون المكتبات بجامعة أم القرى عام 1409هـ.
- التحق بكلية الحقوق بجامعة (هارفرد) بالولايات المتحدة الأميركية عام 96/1397هـ كأستاذ باحث، وألقى بها محاضرات في الفقه الإسلامي، كما ألقى بعض المحاضرات عن القانون الإسلامي وتطبيقه في الوقت الحاضر في المملكة العربية السعودية في جامعة «بوستن» بالولايات المتحدة الأمريكية، وفي مركز الأديان بجامعة (هارفرد).
- انتدب كأستاذ زائر إلى جامعة (ديوك) بكارولينا الشمالية بالولايات المتحدة الأمريكية عام 1401هـ.
- عضو لجنة خبراء الموسوعة الفقهية بمجمع الفقه الإسلامي التابع لمنظمة المؤتمر الإسلامي حاليًا.
- أستاذ زائر بالجامعة الإسلامية العالمية بماليزيا عام 1411هـ / 1990م.
- أستاذاً زائر بالجامعة الإسلامية العالمية بماليزيا للفصل الدراسي ابتداءً من يوليو عام 1992م حتى 15 نوفمبر عام 1992م.
- عضو اللجنة العلمية بالبنك الإسلامي للتنمية بجدة حاليًا.
- عضو الهيئة الشرعية العالمية للزكاة بدولة الكويت في 7 جمادي الأولى عام 1413هـ الموافق 1 ديسمبر عام 1992م.
- عضو هيئة كبار العلماء بالمملكة العربية السعودية بموجب الأمر الملكي رقم (أ/138) وتاريخ 6/6/1413هـ.
- أستاذ زائر بكلية الحقوق بجامعة (هارفرد). بالولايات المتحدة الأمريكية في 16 نوفمبر 1996م.
- عضو جائزة الملك فيصل العالمية للدراسات الإسلامية حتى عام 1420هـ.
- عضو جائزة الأمير نايف العالمية للسنة النبوية والدراسات الإسلامية عام 1422هـ - 2002م.
- أستاذ زائر بالإمارات العربية المتحدة في كل من: كلية الدراسات العربية الإسلامية بدبي، جامعة الشيخ زايد بأبو ظبي، جامعة الإمارات بالعين، مركز جمعة الماجد للبحوث والدراسات الإسلامية، وذلك في الفترة 5/7/1420هـ - 9/8/1420هـ، الموافق 3 نوفمبر - 17 منه عام 1999م.
- عضو مجلس الاستشاري لمشروع الفقه المالكي بالدليل بدار البحوث للدراسات الإسلامية وإحياء التراث دبي عام 1423هـ.[3]

## نتاجه العلمي

### الفقه الإسلامي
1. تحقيق مجلة الأحكام الشرعية على مذهب الإمام أحمد بن حنبل ودراستها بالاشتراك مع الأستاذ الدكتور / محمد إبراهيم أحمد علي. منشور، جدة : تهامة للنشر والتوزيع عام 1401هـ.
2. ترتيب موضوعات الفقه الإسلامي ومناسباته في المذاهب الأربعة. منشور، معهد البحوث العلمية وإحياء التراث الإسلامي جامعة أم القرى عام 1409هـ.
3. عقد الإجارة مصدر من مصادر التمويل الإسلامية. جدة: المعهد الإسلامي للبحوث والتدريب التابع للبنك الإسلامي للتنمية - الطبعة الأولى عام 1313/ 1392هـ، (كتاب).
4. البطاقات البنكية، دراسة فقهية قانونية اقتصادية تحليلية. الطبعة الأولى. جدة مجمع الفقه الإسلامي التابع لمنظمة المؤتمر الإسلامي، بالاشتراك مع دار القلم بدمشق، عام 1419هـ.
5. فقه الضرورة وتطبيقاته المعاصرة: آفاق وأبعاد. جدة: المعهد الإسلامي للبحوث والتدريب التابع للبنك الإسلامي للتنمية عام 1414هـ / 1994م.
6. منهجية الإمام محمد بن إدريس الشافعي في الفقه والأصول تأصيل وتحليل. الطبعة الأولى، مكة المكرمة: المكتبة المكية عام 1420هـ.
7. الفكر الأصولي: دراسة تحليلية نقدية. الطبعة الثانية، جدة : دار الشروق، عام 1404هـ / 1984م.
8. تحقيق كتاب (الجواهر الثمينة في بيان أدلة عالم المدينة) للعلامة الفقيه الأصولي الشيخ حسن بن محمد المشاط. الطبعة الثنية، بيروت : دار الغرب الإسلامي، عام 1411هـ.
9. الضرورة والحاجة وأثرها في التشريع الإسلامي (بحث أصولي) منشور في كتاب بعنوان (دراسات في الفقه الإسلامي) منشور بمجلة البحث العلمي والتراث الإسلامي، جامعة أم القرى، عام 1402هـ.

### البحث العلمي ومناهجه
1. كتابة البحث العلمي صياغة جديدة: الطبعة السادسة، جدة : دار الشروق، عام 1416هـ / 1996م.
2. كتابة البحث العلمي ومصادر الدراسات القرآنية والسنة النبوية والعقيدة الإسلامية: الطبعة الثانية، جدة : دار الشروق، عام 1418هـ / 1998م.
3. كتابة البحث العلمي ومصادر الدراسات العربية والتاريخية: الطبعة الأولى، جدة: دار الشروق، عام 1413هـ / 1993م.
4. الدليل إلى كتابة البحوث الجامعية ورسائل الدكتوراه: (كتاب مترجم من الإنجليزية إلى اللغة العربية)، الطبعة الثانية، جدة : تهامة للنشر والتوزيع، عام 1404هـ / 1983م.
5. منهج البحث في الفقه الإسلامي خصائصه ونقائصه. الطبعة الأولى. مكة المكرمة: المكتبة المكية، عام 1416هـ (كتاب).
6. منهجية الإمام الشافعي في الفقه وأصوله، الطبعة الأولى، مكة المكرمة: المكتبة المكية، عام 1420هـ / 1999م.
7. المنهج الإسلامي في مكافحة الجريمة وتطبيقه في المملكة العربية السعودية - بحث مقدم المؤتمر (الوقاية من الجريمة في عصر العولمة نظمته كلية الشريعة والقانون بالإمارات الهيئة العلمية الاستشارية العربية، جامعة العين، بالتعاون مع أكاديمية نايف العربية للعلوم الأمنية، خلال الفترة من 6 - 8 مايو 2001م. رابعًا: (دراسات في التاريخ والعقائد) كتب مطبوعة:
8. الحرم الشريف الجامع والجامعة، المقدمة التاريخية للنهضة الفقهية في مكة المكرمة في القرن الرابع عشر الهجري. الطبعة الأولى، مكة المكرمة: نادي مكة الثقافي الأدبي (102)، عام 1417هـ. (كتاب).
9. دراسة وتحقيق كتاب (الجواهر الحسان في من لاقيته من الأعيان) تأليف العلامة الفقيه الشيخ زكريا بن الشيخ عبد الله بيلا، بالاشتراك مع الأستاذ الدكتور / محمد إبراهيم علي. تحت الإعداد.
10. الحرمان الشريفان وجامع الزيتونة: بحث مقدم إلى جامعة الزيتونة بمناسبة مرور ثلاثة عشر قرنًا.
11. مكتبة مكة المكرمة (المولد النبوي الشريف)، مجموعاتها وأدواتها، الرياض : مكتبة الملك فهد الوطنية، عام 1416هـ.(كتاب).
12. العلماء والأدباء الوراقون في الحجاز في القرن الرابع عشر الهجري، نشرة نادي الطائف الأدبي عام 1423هـ.
13. منظمة الإيجا محمد الأمريكية، دراسة وتحليل، الطبعة الأولى، جدة : دار الشروق، عام 1399هـ.
14. (باب السلام ودور مكتباته في النهضة العلمية والأدبية الحديثة) نال به جائزة أفضل كتاب للعام 2008م/ 1428هـ.[4]

### بحوث متنوعة
1. الفقه الإسلامي مشاكله ووسائل تطوره، جدة: مجلة جامعة الملك عبد العزيز، السنة الأولى العدد الأول، جمادي الثانية (عام 1395هـ)، ص 32 - 63.
2. التشريع الإسلامي، في القرن الرابع عشر، مكة المكرمة: مجلة كلية الشريعة والدراسات الإسلامية، جامعة الملك عبد العزيز، السنة الأولى، العدد الأول (عام 1393هـ) ص 47 - 81.
3. دور العقل في الفقه الإسلامي: جدة: مجلة كلية الشريعة والدراسات الإسلامية، جامعة الملك عبد العزيز السنة الثانية العدد الثاني، (عام 1396- 1397هـ)، ص 153 - 173.
4. النظريات والقواعد في الفقه الإسلامي، جدة: مجلة جامعة الملك عبد العزيز، العدد الثاني، جمادي الثاني، عام (1398هـ) ص 49 - 67، (بحث).
5. خصائص التفكير الفقهي عند الشيخ محمد بن عبد الوهّاب مكة المكرمة: مجلة البحث العلمي والتراث الإسلامي، العدد الثالث (عام 1401هـ) ص 11-39.
6. الترقيع الجلدي في العمليات الجراحية. الكويت: المنظمة الإسلامية للعلوم الطبية، الندوة الفقهية الطبية الثامنة، 23/11/1415هـ - 22 مايو 1995م.
7. تجديد الفكر الأصولي نظريًا وتطبيقًا عند إمام الحرمين أبي المعالي عبد الملك بن عبد الله بن يوسف الجويني، (419 - 478هـ). بحث مقدم للندوة العلمية العالمية بمناسبة الذكرى الألفية لإمام الحرمين الجويني المنعقدة بكلية الشريعة بجامعة قطر في الفترة 19-21 من ذي الحجة عام 1419هـ الموافق 6-8 أبريل عام 1999م.
8. الوقف مفهومه ومقاصده، بحث مقدم لندوة المكتبات الوقفية المنعقدة بالمدينة المنورة في 25-27 / 1420هـ.
9. عناية المسلمين بالوقف خدمة للقرآن الكريم: بحث مقدم لندوة (عناية المملكة العربية السعودية بالقرآن الكريم وعلومه) المنعقدة بالمدينة المنورة في الفترة 3-7 شهر رجب عام 1421هـ / 30 سبتمبر - 4 أكتوبر عام 2000م.

#### بحوث في قضايا الزكاة المعاصرة
1. أداء الزكاة وحسابها الاقتصادي وتطبيقها بالمملكة العربية السعودية. الرياض: مجلة البحوث الفقهية المعاصرة، العدد الرابع عام 1410هـ.
2. زكاة الديون الاستثمارية والإسكانية المؤجلة. الرياض: مجلة البحوث الفقهية المعاصرة، العدد الثامن، السنة الثانية، رجب، شعبان، رمضان 1411هـ - يناير 1991م.
3. زكاة المال الحرام: بحث مقدم للندوة الرابعة لقضايا الزكاة المعاصرة المنعقدة بدولة البحرين في الفترة 29-31 مارس عام 1994م.

سابعًا: (بحوث في عقود المعاملات المعاصرة): وستصدر قريبًا في كتاب بعنوان: (فقه المعاملات الحديثة) متضمنًا الموضوعات التالية:
1. خيار الشرط نظريًا وتطبيقًا في المعاملات المصرفية. بحث قدم للندوة الفقهية الأولى لبيت التمويل الكويتي، المنعقدة بدولة الكويت من 7 - 11 رجب عام 1407هـ / 7-11مارس عام 1978م.
2. عقد التوريد: دراسة فقهية تحليلية، الموسوعة الفقهية الاقتصادية، جدة : مجمع الفقه الإسلامي التابع لمنظمة المؤتمر الإسلامي عام 1415هـ / 1995م.
3. عقد الاختيارات: دراسة فقهية تحليلية. الرياض : مجلة البحوث الفقهية المعاصرة، العدد الخامس عشر، السنة الرابعة، ربيع الآخر عام 1413هـ / 1993م.
4. عقد المزايدة في الشريعة الإسلامية. الرياض: مجلة البحوث الفقهية المعاصرة، العدد التاسع عشر، السنة الخامسة، جمادي الآخرة، عام 1414هـ / 1993م.

#### دراسات في مناسك الحج
ستصدر مجموعة في كتاب بعنوان (الحج المشعر والشعيرة - دراسة فقهية جغرافية حضارية) مشتملًا على الموضوعات التالية:
1. مواقيت الحج الزمانية والمكانية، دراسة فقهية جغرافية تاريخية بالاشتراك مع الدكتور معراج نواب مرزا، الرياض: مجلة البحوث الفقهية المعاصرة، العدد التاسع والعشرون، السنة الثامنة ذو الحجة عام 1416هـ / 1996م.
2. عرفات المشعر والشعيرة دراسة فقهية جغرافية حضارية. بالاشتراك مع الدكتور / معراج نواب مزرا. الرياض: مجلة البحوث الفقهية المعاصرة، العدد السابع والثلاثون، السنة العاشرة، ذو الحجة عام 1418هـ / 1998م.
3. المزدلفة: المشعر والشعيرة دراسة فقهية جغرافية حضارية. بالاشتراك مع الدكتور/ معراج نواب مرزا، الرياض: منشور بمجلة البحوث الفقهية المعاصرة، العدد الخامس والأربعون، السنة الثانية عشرة، شوال - ذو القعدة - ذو الحجة عام 1420هـ / فبراير - مارس - أبريل عام 1999م.
4. منى: المشعر والشعيرة دراسة فقهية جغرافية حضارية. بالاشتراك مع الدكتور / معراج نواب مرزا، الرياض: مجلة البحوث الفقهية المعاصرة، العدد التاسع والأربعون، السنة الثالثة عشرة، شوال - ذو القعدة - ذو الحجة عام 1421هـ / فبراير - مارس - أبريل عام 2001م.
5. المسجد الحرام والمسعى: المشعر والشعيرة دراسة فقهية جغرافية حضارية. بالاشتراك مع الدكتور / معراج نواب مرزا، الرياض: مجلة البحوث الفقهية المعاصرة، العدد الثاني والخمسون، السنة الرابعة عشرة، شوال - ذو القعدة - ذو الحجة عام 1422هـ / فبراير - مارس - أبريل عام 2002م.
6. تحفة الناسك بأحكام المناسك (إضافات وتعقيبات). الرياض: مجلة البحوث الفقهية المعاصرة العدد السادس والعشرون، السنة السابعة، عام 1416هـ / 1995م.

## وفاته
توفي عبد الوهَّاب أبو سليمان في مكة المكرمة، في 26 رمضان 1444هـ الموافق 17 أبريل 2023م.

### وصيته
بعد وفاة الدكتور عبدالوهاب بن إبراهيم أبو سليمان،  نفّذت أسرته وصيّته بإهداء مكتبته الخاصة لمؤسسة المداد الخيرية للتراث والثقافة والفنون، دعماً لطلاب العلم والباحثين.